# Elias Maris
Elias Maris (Oelegem, 5 ottobre 1999) è un ciclista su strada belga che corre per il Team Flanders-Baloise. È attivo in formazioni UCI dal 2022.

## Palmarès
- 2021 (Basso Team Flanders, cinque vittorie)

4ª tappa Giro del Veneto e delle Dolomiti Bellunesi (Montegrotto Terme > Trissino)
2ª tappa Vuelta a la Comunidad de Madrid Under-23 (Buitrago del Lozoya > Buitrago del Lozoya)
Classifica generale Vuelta a la Comunidad de Madrid Under-23
1ª tappa Tour de Moselle (Hettange-Grande > Rodemack)
3ª tappa Arden Challenge (Neufchâteau > Neufchâteau)

## Piazzamenti

### Classiche monumento
- Liegi-Bastogne-Liegi

2023: ritirato
2024: 108°